# 大関増恒
大関 増恒（おおぜき ますつね）は、江戸時代前期から中期にかけての大名。下野国黒羽藩6代藩主。

## 略歴
貞享3年（1686年）11月19日、大関増栄の世子・増茂の庶長子として生まれる。
父が早世したため、増栄が元禄元年12月13日に死去すると、翌元禄2年（1689年）1月14日、4歳でその跡を継いだ。1月18日、祖父・増栄の遺物である相州行光の刀を献上した。元禄9年（1696年）10月28日、江戸幕府5代将軍・徳川綱吉に御目見し、宝永6年（1709年）3月7日、従五位下・信濃守に叙任する。
元文3年（1738年）3月25日、次男・増興に家督を譲って隠居した。宝暦7年（1757年）10月8日、得翁と号した。
宝暦9年（1759年）1月17日、江戸藩邸にて死去した。享年74。

## 系譜
父母
- 大関増茂（父）

正室
- 戸田忠章の娘

子女
- 大関大助
- 岩 ー 北条氏貞正室
- 大関増興（次男）
- 大関増満
- 小出英孫
- 加藤泰広正室
- 平野長賢正室後に金田正峯継々室
- 娘
- 秋元長継
- 大田原清位室
- 増山正柱室